# کل‌باغ
کل‌باغ (به لاتین: Kələbaq یا Kələbağ) یک منطقه مسکوتی در جمهوری آذربایجان است که در شهرستان قوبا واقع شده است. کل‌باغ ۷۲۷ نفر جمعیت دارد.

## ریشه واژه
کل یا کله در زبان تاتی قفقاز به‌معنی بزرگ است و معنای کل‌باغ یا کله‌باغ می‌شود باغ بزرگ.